# Œdipus Ægyptiacus
Pour les articles homonymes, voir Oedipus et Aegyptiacus.
Œdipus Ægyptiacus est une célèbre œuvre de philosophie et égyptologie composée par le jésuite allemand et esprit encyclopédique, Athanasius Kircher.
Les trois tomes de folio ornés d'illustrations et de schémas ont été publiés à Rome au cours de la période 1652-54. Kircher a fait valoir que ses sources d’Œdipus Ægyptiacus étaient l’astrologie chaldéenne, la kabbale hébraïque, la mythologie grecque, les mathématiques de Pythagore, l’alchimie arabe et la philologie latine.

## Hiéroglyphes
Dans le troisième volume Kircher se lance dans des essais de traduction des hiéroglyphes. La principale source de Kircher pour l'étude des hiéroglyphes a été la tablette Bembine, du nom de son acquisition par le cardinal Bembo, peu après le pillage de Rome en 1527. La tablette Bembine est en bronze et argent de 30 × 50 cm représentant divers dieux et déesses égyptiennes. En son centre se trouve Isis représentant « l'ensemble polymorphe contenant l'idée universelle ».
L'œuvre Œdipus Ægyptiacus est un bel exemple de syncrétisme et d’éclectisme de la fin de la Renaissance. Elle est représentative des extravagances de l'esprit baroque et de l'imagination des savants du début de l'ère scientifique moderne : la restitution de textes hiéroglyphiques a tendance à être verbeuse, par exemple, Kircher traduit une expression fréquente en égyptien hiéroglyphique, dḏ Wsr, Osiris dit, comme « La trahison de Typhon se termine au trône d'Isis, le taux d'humidité de la nature est gardée par la vigilance des Anubis ». La signification exacte des hiéroglyphes égyptiens n'a été décryptée qu'en 1824 lorsque Champollion a finalement résolu l'énigme par le biais de son étude de la pierre de Rosette.
Champollion exprime une critique plutôt péjorative de l'approche décryptologique de Kircher dans son ouvrage Grammaire égyptienne, où il lui reproche un manque de méthodologie et un mysticisme sombre et ridicule, un mysticisme qui inspirera cependant les franc-maçons du siècle suivant. Le 10 mai 1831, lors d'un discours d'ouverture à un cours du Collège de France, Champollion s'exprime en ces termes :

« Le Jésuite Kircher, ne gardant aucune réserve, abusa de la bonne foi de ses contemporains, en publiant, sous le titre d'Œdipus Ægyptiacus de prétendues traductions de légendes hiéroglyphiques sculptées dans les obélisques de Rome, traductions auxquelles il ne croyait pas lui-même, car souvent il osa les étayer sur des citations d'auteur qui n'existèrent jamais. Du reste, ni l'archéologie, ni l'histoire ne pouvaient recueillir aucun fruit des travaux de Kircher. Qu'attendre en effet, d'un homme affichant la prétention de déchiffrer des textes hiéroglyphiques à priori, sans aucune espèce de preuves ! D'un interprète qui présentait comme la teneur fidèle d'inscriptions égyptiennes des phrases incohérentes remplies du mysticisme le plus obscur et le plus ridicule. »

— Jean-François Champollion
Kircher a été respecté durant le XVIIe siècle pour son étude des hiéroglyphes égyptiens, son contemporain Sir Thomas Browne (1605-1682) lui ayant rendu hommage pour son étude des hiéroglyphes et le considérant comme un égyptologue. L'antiquaire romain Giovanni Battista Casali a suivi Kircher sur la signification symbolique des hiéroglyphes dans son traité sur la religion de l'Égypte antique publié en 1644. In Of Idolatry (1678), le futur archevêque de Canterbury, Thomas Tenison, a accepté la traduction de Kircher de l'obélisque Flaminien sans exprimer de réserves, et s'est appuyé sur l’Œdipus Ægyptiacus pour un aperçu de la théologie égyptienne.
En 1999, l'Université de Genève présentait l'un des tomes de l’Œdipus Ægyptiacus dans une exposition célébrant le centenaire de Jorge Luis Borges.

## Sommaire
- Oedipus aegyptiacus (1652-1655)
  - t. I, 566 p.  :
    - 1 Delta Niloticum,
    - 2 Politica Aegyptiorum,
    - 3 Theogonia,
    - 4 pantheon hebraeorum,
    - 5 simia aegyptiaca

  - t. II première partie : 474 p. 
  - t. II seconde partie : 575 p. 
  - t. III : praelusoria de hieroglyphicis in genere,, 645 p. index 
    - 1 mensae isiacae,
    - 2 obeliscus ramessaeus...,
    - 14 de canopis hieroglyphicis...